# PGC 212831
LEDA/PGC 212831 ist eine Galaxie im Sternbild Widder auf der Ekliptik. Sie ist schätzungsweise 922 Millionen Lichtjahre von der Milchstraße entfernt und hat eine Ausdehnung von etwa 210.000 Lichtjahren. Vom Sonnensystem aus entfernt sich das Objekt mit einer errechneten Radialgeschwindigkeit von näherungsweise 20.600 Kilometern pro Sekunde.

## Galaktisches Umfeld
| Nr. | Galaxie          | Alternativname          | Rek           | Dek           | Distanz/asec |
| --- | ---------------- | ----------------------- | ------------- | ------------- | ------------ |
| →   | LEDA/PGC 212831  | 2MASX J01465614+1126184 | 01h46m56.13s  | +11d26m18.6s  | 0            |
| 1   | LEDA/PGC 6531    | UGC 1245                | 01h46m50.791s | +11d24m05.57s | 154.39       |
| 2   | LEDA/PGC 1394419 | 2MASX J01470213+1129274 | 01h47m02.12s  | +11d29m27.2s  | 209.19       |
| 3   | LEDA/PGC 4126718 | NSA 130399              | 01h47m35.60s  | +11d28m08.0s  | 590.84       |
| 4   | LEDA/PGC 1391371 | 2MASX J01463881+1117033 | 01h46m38.82s  | +11d17m03.1s  | 611.33       |
| 5   | LEDA/PGC 6580    | UGC 1255                | 01h47m37.21s  | +11d20m38.2s  | 694.03       |
| 6   | LEDA/PGC 1393327 | 2MASX J01460854+1125115 | 01h46m08.55s  | +11d25m11.7s  | 703.04       |